# 连云港盐业公司总医院
连云港盐业公司总医院，是中国江苏省的一所医院，为二级医院，位于连云港市新浦海连东路19号。

## 规模
连云港盐业公司总医院总床位197张，日门诊量130人次。